# Тоби (остров)
Тоби (Хатохобеи) (англ. Tobi) — остров в составе островов Палау, расположен в западной части Тихого океана. Вместе с рифом Хелен (Хотсарихиэ) и рифом Транзит (Пиэраироу) образует штат Хатохобеи.
Площадь 60 га. Население около 30 человек (2005), большинство из них проживают на западной стороне острова, в деревне Хатохобеи. Максимальная высота — 3 м. Длина 1,6 км, ширина 0,8 км.